# Dorcopsis
Dorcopsis és un gènere de marsupial de la família dels macropòdids. Conté les espècies següents:
- Ualabi boscà negre (Dorcopsis atrata)
- Ualabi boscà gros (Dorcopsis hageni)
- Ualabi boscà gris (Dorcopsis luctuosa)
- Ualabi boscà comú (Dorcopsis muelleri)